# Ameira listensis
Ameira listensis är en kräftdjursart som beskrevs av Mielke 1973. Ameira listensis ingår i släktet Ameira och familjen Ameiridae. Arten har ej påträffats i Sverige. Inga underarter finns listade i Catalogue of Life.